# Wolodymyr Oskilko

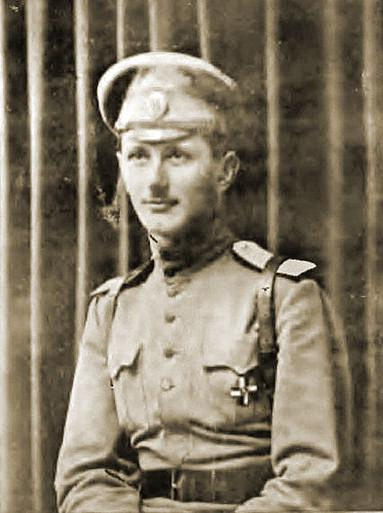
Wolodymyr Oskilko in russischer Militäruniform, vor 1917

Wolodymyr Pantelejmonowytsch Oskilko (ukrainisch Володимир Пантелеймонович Оскілко; * 16. Juli 1892 in Horodok, Gouvernement Wolhynien, Russisches Kaiserreich; † 19. Juni 1926 in Horodok, Ukrainische SSR) war ein ukrainischer Generalleutnant und Putschist.

## Leben
Wolodymyr Oskilko kam im Dorf Horodok im heute ukrainischen Rajon Riwne als Sohn einer Lehrerfamilie zur Welt. Nachdem er das Gymnasium und ein Lehrerseminar absolviert hatte, war er als Schullehrer tätig.
Während des Ersten Weltkriegs stieg er zum Offizier der Kaiserlich-russischen Armee auf. Nach der Februarrevolution von 1917 wurde er Kommissar der Provisorischen Regierung in Tula. Nachdem er Ende 1917 in die Ukraine zurückgekehrt war, wurde er in Kiew Kommandeur ukrainischen Regiments der St. Georgs Ritter und war an der Verteidigung der Stadt gegen die Bolschewiki beteiligt. Im Ukrainischen Staat war er unter Hetman Pawlo Skoropadskyj zunächst Sicherheitschef des strategisch wichtigen Eisenbahnknotens Korosten, organisierte aber im November 1918 in Wolhynien einen Aufstand gegen das Hetmanat.
Im Dezember 1918 wurde er Oberst der Armee der Ukrainischen Volksrepublik, und im Januar 1919 wurde er  Generalleutnant und Befehlshaber der Nordgruppe der Truppen des Direktoriums der Ukrainischen Volksrepublik mit einer Gesamtzahl von nahezu 40.000 Soldaten an der sowjetisch-polnischen Front und daraufhin wurde er Kommandeur der Nordwestfront.
Am 29. April 1919 unternahm er, mit Unterstützung der Ukrainischen Partei der Selbstständigen Sozialisten (Українська партія соціалістів-самостійників) und der Ukrainischen Volksrepublikanischen Partei (Українська народно-республіканська партія) in Riwne einen erfolglosen Staatsstreich gegen das Direktorium unter der Führung von Symon Petljura, bei dem er u. a. den Präsidenten des Ministerrates der Ukrainischen Volksrepublik Borys Martos verhaften ließ.
Nach dem Scheitern des Putsches emigrierte er nach Polen, wo er in einem Lager für Internierte und Kriegsgefangene in Dąbie (ukrainisch Домб'є) bei Krakau einige Zeit die ukrainische Gemeinde leitete. 1922 kehrte er nach Riwne zurück und gab dort zwischen 1924 und 1926 die halbwöchig erscheinende Zeitung Dswin (Дзвін), das, eine pro-polnische Linie vertretende, Organ der ukrainischen Volkspartei heraus und publizierte 1924 unter dem Titel „Між двома силами“ Misch dwoma sylamy (zu deutsch Zwischen zwei Welten) seine Memoiren.
Im Juni 1926 wurde er im Dorf Horodok von Unbekannten ermordet. Einer Version nach wurde er von sowjetischen Agenten der GPU umgebracht, einer anderen Version nach wurde er von Agenten der Ukrainischen Militärorganisation (Української Військової Організації „УВО“) getötet, die ihm seine Zusammenarbeit mit den polnischen Behörden nicht verziehen hatten.